# Johan & de Groothandel
Johan & de Groothandel war ein gemeinsames Musikprojekt des niederländischen Radiomoderatoren Ferry de Groot und des Komponisten Chris Latul, das anlässlich der Fußball-Weltmeisterschaft 1994 ins Leben gerufen wurde. Produzent war Peter Koelewijn.

## Hintergrund
De Groot und Latul hatten im Vorfeld der WM als Persiflage auf den niederländischen Fußballspieler Johan Cruyff den Titel As Dick me hullep nodig heb geschrieben. In ihm bietet der Ex-Nationalspieler dem Bondscoach Dick Advocaat für das WM-Turnier seine Dienste an. Der Sänger und Musiker Peter Koelewijn produzierte die Aufnahme. Cruyff wurde vom Utrechter Komiker René van de Berg imitiert. Für die B-Seite der Platte wurde eine spanischsprachige Version des Liedes eingespielt, bei der der Text aus der Gebrauchsanleitung für einen Geschirrspüler bestand, die mit vereinzelten Fußballtermen durchsetzt war.
Der Aufnahme war in den Niederlanden durchschlagender Erfolg beschieden. Anfang Juli 1994 stieg die Single auf Platz 1 der niederländischen Charts und blieb dort zwei Wochen.
Nach diesem großen Erfolg wurde im Sommer 1994 die Single Costa Condome nachgeschoben, die aber weit hinter den Verkaufszahlen des Debüts zurückblieb. 1996 versuchten De Groot, Latul und Koelewijn für die Fußball-Europameisterschaft mit dem Titel Zomaar in 't Buitenland einen weiteren Fußballhit zu landen.

## Diskografie
Singles
- 1994: As Dick me hullep nodig heb
- 1994: Costa Condome
- 1996: Zomaar in 't buitenland
- 1997: 50 Jaar